# ستيفان أوروس الثالث
ستيفان أوروس الثالث نيمانيتش (بالصربية: Стефан Урош III Немањић)‏ ويُعرف أكثر باسم ستيفان ديكانسكي (بالصربية: Стефан Дечански) (ق. 1276  - 11 نوفمبر 1331)، كان ملكا صربيا في الفترة من 6 يناير 1322 إلى 8 سبتمبر 1331. كان ديكانسكي ابن الملك ستيفان ميلوتين، وهزم العديد من أفراد عائلته الذين نافسوه على العرش.